# اتیل استات
اتیل استات (به انگلیسی: Ethyl acetate) یک ترکیب شیمیایی با شناسه پاب‌کم ۸۸۵۷ است. اتیل استات یک حلال ناقطبی است و شکل ظاهری آن مایع بی‌رنگ است. به مقدار کم در آب حل می‌شود (حدود ۸۰ گرم در لیتر). درجه جوش ۷۷ °C دارد. اتیل استات با قرار گرفتن در معرض NaOH (سدیم هیدروکسید)، به اتانول و سدیم استات تجزیه می‌شود. اتیل استات حلال چسب است

## اتیل استات قطبی است یا غیر قطبی ؟
اگر بخواهیم یک مثال جالب از حلال نیمه‌ قطبی آپروتیک بزنیم، قطعا اتیل استات است. زیر این ماده رفتار دو گانه دارد. پیوندهای قطبی C=O و C-O در ساختارش وجود دارد، اما به علت ویژگی های خاصش، جایگاه ویژه ای در دسته حلال ها دارد. چرا نیمه قطبی است ؟
- پیوندهای قطبی ( گروه کربونیل (C=O) و اتری (C-O) گشتاور دوقطبی قابل توجهی را ایجاد می کند. ) و ثابت دی‌الکتریک (ε):
- زنجیره هیدروکربنی : بخش اتیل (CH₃-CH₂-) غیرقطبی است و از قطبیت کلی مولکول می کاهد